# Перечекати
Перечекати — украиноязычная песня украинской певицы Тины Кароль, выпущенная 8 декабря 2016 года. Является синглом из альбома «Интонации». Певица выпустила песню сразу на двух языках – кроме украинской версии есть и её англоязычный вариант «Lost in the Rain».

## Описание
Новая работа Тины Кароль – это музыкальный тандем певицы с Владом Дарвином. Именно он написал для нее новую композицию. Как рассказывает сам автор, "Перечекати" – это одна из его самых трогательных песен.
«На ее написание меня вдохновила сама Тина. Я давно хотел снова писать для этой прекрасной певицы. Тема встречи и расставания в песне "Перечекати" близка каждому из нас. Этой песней Тина обращается к своему зрителю: будь рядом со мной, и вместе мы сможем переждать все на свете. "Перечекати" – это ода любви и верности», – говорит автор музыки и слов Влад Дарвин
Песня является уже вторым синглом к новому альбому, который выйдет в 2017 году. Композиция написана в двух вариантах: на украинском и на английском языках.

## Видео
8 декабря 2016 года певица представила видеоклип на песню “Перечекати”. Клип вышел на официальном YouTube канале исполнительницы.
Главной темой клипа на песню "Перечекати" стал символичный для певицы красный цвет. "Красное на красном" – это аллегория страсти, вожделения и любви.  Клип снят в "геометрическом" стиле на красном фоне. Действия клипа происходят в алом помещении и сама певица облачена в сногсшибательное красное платье с обнаженной спиной.
Разрабатывала образы Тины Кароль для нового видео стилист и художник по костюмам Соня Солтес. Снимать видеоработу на свою новую песню Тина Кароль доверила молодому режиссёру Станиславу Морозову.
«Строгая геометрия в видеоклипе — это полная противоположность левитации. Я хотел наглядно показать это противопоставление. В каком-то смысле мы видим противостояние одного состояния другому».
«Тина Кароль — это большой, необъятный мир, который я постарался показать в клипе в начертательно-созидательной форме», – прокомментировал режиссер клипа Станислав Морозов.

## Список композиций
| №  | Название     | Текст песни | Музыка      | Длительность |
| -- | ------------ | ----------- | ----------- | ------------ |
| 1. | «Перечекати» | Влад Дарвин | Влад Дарвин | 3:18         |

## Текст песни
Тина Кароль – «Перечекати»
Вже тисячу років
Твою адресу, твої вагання
І сльози на ноти
Та не пророк я і може в чомусь
Ти не довіряй мені
Лиш знай - двері не замкнені
Перечекати цей дощ
Перечекати цю зливу
І всі негоди також
Ти можеш зі мною, милий
Перечекати цей дощ
Перечекати цю зливу
І всі негоди також
Ти можеш зі мною, милий
Ти можеш зі мною, милий
Для щастя мабуть дощі з грозою
То крапля в морі
Аби лиш дах був над головою
І ми були двоє
Аби з тобою під звуки грому
На небо дивитися
І один одному снитися
Перечекати цей дощ
Перечекати цю зливу
І всі негоди також
Ти можеш зі мною, милий
Перечекати цей дощ
Перечекати цю зливу
І всі негоди також
Ти можеш зі мною, милий
Ти можеш зі мною, милий
(О-о-е-e)
Ти можеш зі мною...
Зі мною... (зі мною)
Перечекати цей дощ
Перечекати цю зливу
І всі негоди також
Ти можеш зі мною, милий
Перечекати цей дощ
Перечекати цю зливу
І всі негоди також
Ти можеш зі мною, милий

## История релиза
| Регион | Дата           | Формат                         | Версия                  | Лейбл      | Прим.  |
| ------ | -------------- | ------------------------------ | ----------------------- | ---------- | ------ |
| Мир    | 8 декабря 2016 | Цифровая дистрибуция, стриминг | украинская и английская | Баз лейбла | [ 13 ] |
| СНГ    | 8 декабря 2016 | Радиоротация                   | украинская и английская | Баз лейбла | [ 14 ] |

## Награды и номинации
| Год  | Награда           | Номинированная работа | Категория                        | Результат | Ис.    |
| ---- | ----------------- | --------------------- | -------------------------------- | --------- | ------ |
| 2017 | “M1 Music Awards” | «Перечекати»          | Клип года                        | Победа    | [ 15 ] |
| 2018 | “YUNA”            | «Перечекати»          | Лучшая песня на украинском языке | Номинация | [ 16 ] |